# جنگ‌های داکیه تراژان
جنگ‌های داکیه و تراژان (۱۰۱–۱۰۲، ۱۰۵–۱۰۶) دو لشکرکشی نظامی در قرن دوم میلادی بود که بین امپراتوری روم و داکیه در زمان سلطنت امپراتور تراژان انجام شد. درگیری‌ها به دلیل تهدید دائمی داکیه در استان دانوبی موئسیا و همچنین نیاز روزافزون به منابع اقتصادی امپراتوری آغاز شد.

## جنگ اول تراژان

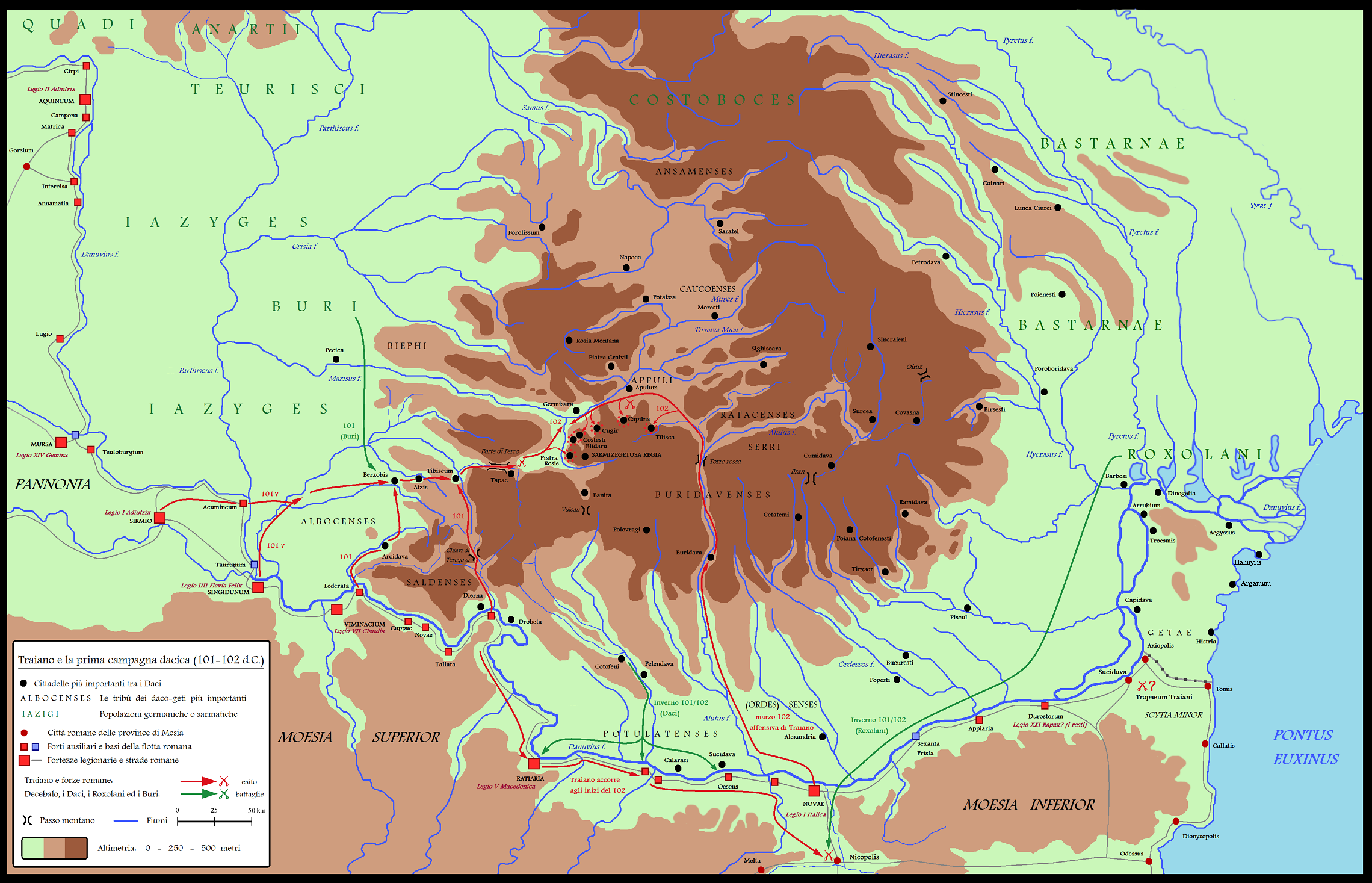
مسیرهای تهاجم تراژان در ۱۰۱–۱۰۲

پس از رخصت دادن سنا برای جنگ، تا سال ۱۰۱ تراژان آماده پیشروی در داکیه بود. این جنگی بود که در آن نبوغ و مهندسی ارتش روم به خوبی نشان داده شد. تهاجم روم توسط دو ستون لژیونر رهبری می‌شد که مستقیماً به قلب داکیا می‌رفتند و شهرها و روستاها را در مسیر آتش می‌زدند. تراژان در نبرد سوم تاپایه ارتش داکی را شکست داد.
در زمستان ۱۰۱–۱۰۲، ارتش رومی به فرماندهی تراژان در نزدیکی شهری که بعداً نامش به نیکوپلیس آد ایستروم تغییر یافت، در محل تلاقی رودخانه‌های ایاتروس (یانترا) و رزیتسا، برای حمله قبیله روکسولانی سرماتی از شمال دانوب (که متحدان رومیان بودند) گرد آمدند و نبرد به فتح شهر منجر شد.
در سال ۱۰۲ میلادی، دسبالوس هنگامی که مشخص شد که پیشروی روم به سمت سارمیزگتوسا غیرقابل توقف است، تصمیم به برقراری صلح کرد. جنگ با یک پیروزی مهم روم و با ایجاد یک پادگان و یک فرماندار موقت در سارمیزگتوسا به پایان رسید. پلی که بعداً به نام پل تراژان شناخته شد، بر روی دانوب در دروبتا ساخته شد تا به پیشروی لژیونرها کمک کند. این پل، احتمالاً بزرگ‌ترین پل در آن زمان و قرن‌های بعد، توسط آپولودوروس دمشقی طراحی شد و قرار بود به ارتش روم کمک کند تا در صورت وقوع جنگی در آینده سریع‌تر در داکیه پیشروی کنند. بر اساس شرایط صلح، دسبالوس از رومیان به منظور ایجاد یک منطقه متحد قدرتمند در برابر لشکرکشی‌های احتمالی خطرناک از سرزمین‌های شمالی و شرقی توسط مردم مهاجر متخاصم، تقویت فنی و نظامی دریافت کرد. این منابع در عوض برای بازسازی قلعه‌های داکیه و تقویت ارتش مورد استفاده قرار گرفت. اندکی پس از آن دسبالوس یک بار دیگر علیه رومیان شورید.

## جنگ دوم تراژان

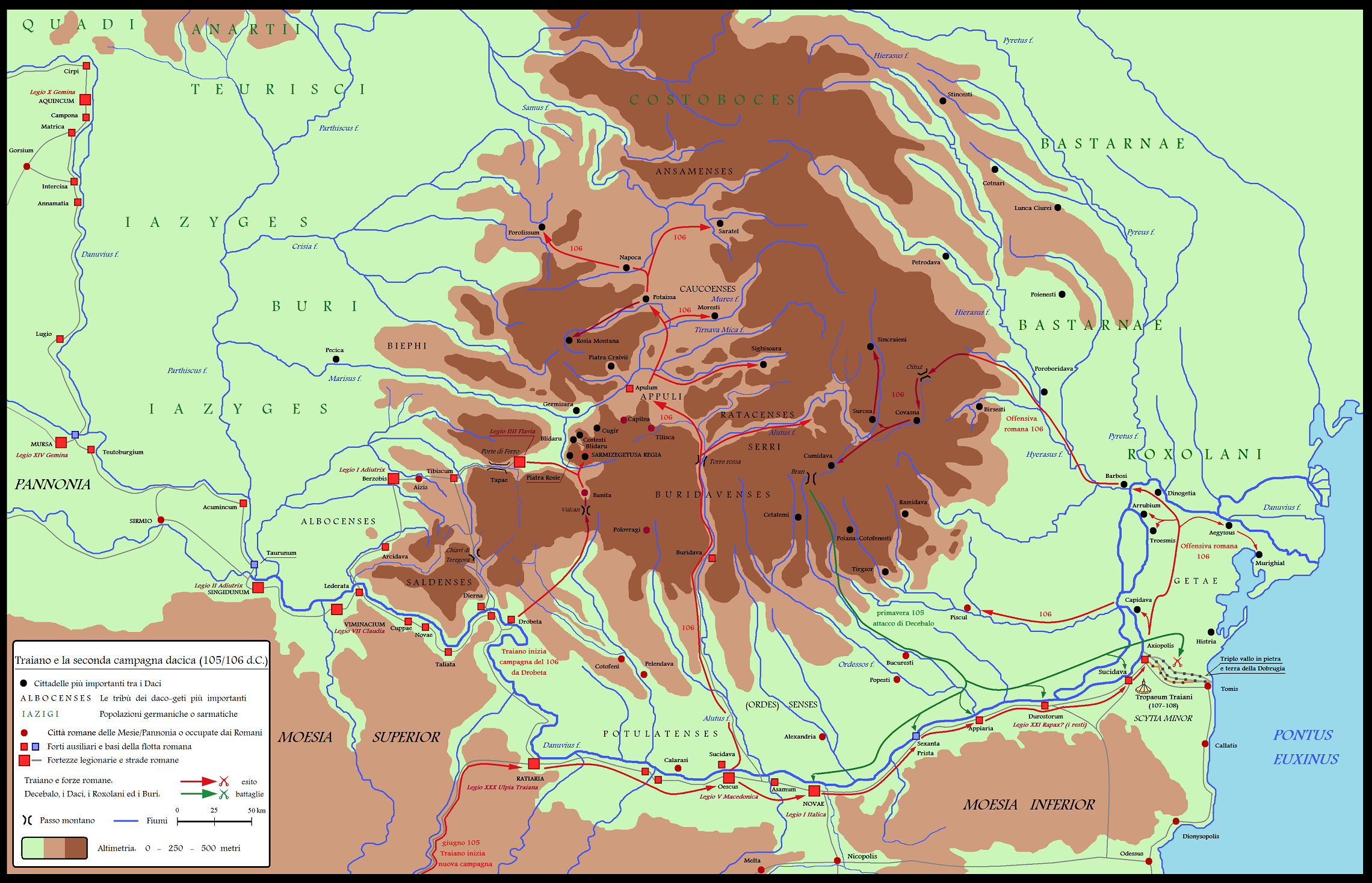
حرکات تراژان در ۱۰۵–۱۰۶

پس از جنگ نخست، دسبالوس برای مدتی از روم تبعیت کرد، اما به زودی در میان قبایل علیه آنها شورش برانگیخت و مستعمرات روم را در سراسر دانوب غارت کرد. تراژان نیروهای خود را در سال ۱۰۵ میلادی برای جنگ دوم گرد آورد.
مانند درگیری اول، جنگ دوم شامل چندین درگیری بود که برای ارتش روم گران تمام شد. در مواجهه با تعداد زیادی از قبایل متحد، لژیون‌ها برای دستیابی به یک پیروزی قاطع تلاش می‌کردند و در نتیجه صلح موقت دوم را رقم زدند. سرانجام، با تشویق رفتار دسبالوس و نقض مکرر معاهده، روم بار دیگر نیروهای کمکی وارد کرد، حمله کرد و در سال ۱۰۵ پیروز شد. سال بعد آنها به تدریج سیستم قلعه کوهستانی را که پایتخت داکیان، را احاطه کرده بود، فتح کردند. نبرد سرنوشت ساز نهایی در نزدیکی دیوارهای شهر، احتمالاً در تابستان ۱۰۶، با شرکت لژیون‌های کمکی انجام شد.
داکی‌ها اولین حمله را دفع کردند، اما رومی‌ها با کمک یک اشراف محلی خیانتکار، لوله‌های آب پایتخت داکیان را پیدا و ویران کردند. با تمام شدن آب و غذا، شهر سقوط کرد و ویران شد. دسبالوس فرار کرد، اما سواره نظام رومی او را تعقیب کرد و به جای تسلیم، خودکشی کرد. با این وجود، جنگ ادامه داشت.